# Judas Maccabæus

Judas Maccabæus (HWV 63), en français Judas Maccabée, est un oratorio en trois actes composé en 1746 par Georg Friedrich Haendel sur un livret en anglais du Révérend Thomas Morell. L'argument est tiré de l'histoire de Judas Maccabée, héros biblique de la révolte des israélites contre l'Empire séleucide..
L'oratorio a été composé (du 9 juillet au 11 août 1746) pour célébrer la victoire, le 16 avril, du prince William Augustus, duc de Cumberland, le second fils du roi George II de la Maison de Hanovre sur les forces jacobites de Charles Édouard Stuart, prétendant à la couronne d'Angleterre, à la bataille de Culloden. Haendel avait composé, au début de l'année, et de façon anticipée pour la même circonstance, l’Occasional Oratorio.
Judas Maccabæus fut créé le 1er avril 1747 au Haymarket.

## Synopsis

### Acte I
Le peuple israélite se lamente de la mort de son chef Mattathias, mais le fils de ce dernier tente de ranimer leur foi et les appelle aux armes (Arm, arm, ye brave). Le frère de Simon, Judas, s'impose comme chef et fait renaître parmi le peuple les idéaux de liberté et de victoire grâce à la puissance de Yahvé.

### Acte II
Les israélites sont revenus victorieux, mais Judas s'inquiète de la vanité du peuple, qui pourrait s'attribuer le mérite de cette victoire. Lorsque parvient la nouvelle que le chef séleucide Gorgias est en train de préparer la revanche, le peuple hébreu passe de la joie de la victoire à la déception et à l'abattement. A nouveau, Judas réveille son peuple (Sound an alarm) et insiste pour que les autels des idoles soient détruits et que les fausses religions soient bannies.

### Acte III
La victoire est finalement acquise par les hébreux (See, the Conqu'ring Hero Comes !). Alors arrive la nouvelle que Rome veut nouer une alliance avec Judas contre l'Empire séleucide. Le peuple se réjouit de ce que la paix a fini par revenir dans leur pays (O lovely peace).

## Distribution
| Rôle                                    | Voix<         | Première, 1er avril 1747 |
| --------------------------------------- | ------------- | ------------------------ |
| Judas                                   | ténor         | John Beard               |
| Un Israélite                            | mezzo soprano | Caterina Galli           |
| Une Israélite                           | soprano       | Elisabetta de Gambarini  |
| Simon, frère de Judas                   | basse         | Henry Reinhold           |
| Eupolemus, ambassadeur des Juifs à Rome | basse         | Henry Reinhold           |